# Aleksandr Nevskiy
Pour les articles homonymes, voir Alexandre Nevski (homonymie).
Ne doit pas être confondu avec Alexandre Nevski.
Aleksandr Nevskiy (né le 21 février 1958) est un athlète soviétique, de nationalité ukrainienne, spécialiste du décathlon.
Son meilleur résultat est de 8 491 points obtenu au meeting de Götzis en 1984. Il termine 6e aux Championnats du monde de 1983 et 8e à ceux de 1987.